# (44594) 1999 OX3
(44594) 1999 OX3 là thiên thể bên ngoài sao Hải Vương lập dị với quỹ đạo giống như hành tinh vi hình ở vùng bên ngoài Hệ Mặt trời, đường kính khoảng 150 km. Nó được phát hiện vào ngày 21 tháng 7 năm 1999, bởi các nhà thiên văn học John Kavelaars, Brett Gladman, Matthew Holman và Jean-Marc Petit tại Đài thiên văn Mauna Kea, Hawaii, Hoa Kỳ.

## Quỹ đạo và phân loại
1999 OX3 quay quanh mặt trời với khoảng cách 17.6–46.6 AU một lần mỗi 181 năm và 9 tháng (66,375 ngày). Quỹ đạo của nó có độ lệch tâm là 0.45 và độ nghiêng quỹ đạo là 3° so với mặt phẳng hoàng đạo. Cung quan sát bắt đầu với quan sát khám phá chính thức của nó tại Mauna Kea in 1999.

Biểu đồ quỹ đạo (nhìn từ trên xuống, màu xanh lam)

Sao Hải Vương có trục bán chính là 30 AU và 1999 OX3 có trục bán chính là 32 AU. Trung tâm hành tinh nhỏ (MPC) không phân loại thiên thể này là hành tinh vi hình vì MPC định nghĩa hành tinh vi hình là có trục bán chính dưới 30.066 AU. 1999 OX3 đi qua quỹ đạo của cả Sao Hải Vương và Sao Thiên Vương và có độ nghiêng chỉ 2,62 °. Khảo sát Ecl Eclic sâu (DES) xác định hành tinh vi hình bằng cách sử dụng sơ đồ phân loại động, dựa trên hành vi tích hợp quỹ đạo trong hơn 10 triệu năm. DES định nghĩa hành tinh vi hình là các vật thể không công hưởng có củng điểm quỹ đạo nhỏ hơn trục bán chính của Sao Hải Vương bất cứ lúc nào trong quá trình tích hợp. Sử dụng định nghĩa động của một hành tinh vi hình, 1999 OX3 là một hành tinh vi hình.

## Tính chất vật lý
Vào tháng 7 năm 2009, một đường cong ánh sáng đi qua 1999 OX3 đã thu được từ các quan sát trắc quang. Phân tích đường con ánh sáng cho thời gian quay 9,26 giờ với biên độ sáng là 0,11 độ lớn (U=2). Tuy nhiên, khoảng thời gian này không rõ ràng với các giải pháp thay thế (13,4 và 15,45 giờ).

## Đánh số và đặt tên
Hành tinh nhỏ này được Trung tâm Hành tinh nhỏ đánh số vào ngày 22 tháng 8 năm 2002. Tính đến năm 2018, nó chưa được đặt tên.